# باشگاه فوتبال سوکول ساراتوف
باشگاه فوتبال سوکول ساراتوف (روسی: ПФК "Сокол") یک باشگاه فوتبال در شهر ساراتوف در کشور روسیه است. این باشگاه در لیگ حرفه‌ای فوتبال روسیه بازی می‌کند. این باشگاه در سال ۱۹۳۰ تأسیس شده‌است. ورزشگاه لوکوموتیو محل برگزاری بازی‌های خانگی این باشگاه است.